# 埃维昂莱班市政厅
埃维昂莱班市政厅（法語：Hôtel de ville d'Évian-les-Bains）是法国罗讷-阿尔卑斯大区上萨瓦省埃维昂莱班的市政厅，其前身是卢米埃兄弟的别墅。
1981年，该建筑被列为法国历史古迹。